# Gonomyia (Leiponeura) philomela
Gonomyia (Leiponeura) philomela is een tweevleugelige uit de familie steltmuggen (Limoniidae). De soort komt voor in het Neotropisch gebied.